# The Fighting Temeraire
Bojující Temeraire vlečena k poslednímu kotvišti k rozebrání (anglicky The Fighting Temeraire tugged to her last Berth to be broken up) je obraz anglického malíře J. M. W. Turnera z roku 1839. Zobrazuje jednu z posledních řadových lodí, která se v roce 1805 účastnila Bitvy u Trafalgaru, devadesátiosmidělovou HMS Temeraire.
Obraz zachycuje menší parní loď tahající loď bitevní. Tato symbolika je důležitá zejména z kontextu historického. Turner toto podtrhuje i západem slunce v pozadí. Jedná se o analogické přirovnání k tomu, že jedna éra historie končí a začíná nová.
V době, kdy Turner obraz maloval, byl na vrcholu umělecké kariéry, již čtyřicet let vystavoval v londýnské Royal Academy of Arts.
Ačkoli zachycuje skutečnou událost, obsah je ryze symbolistní. Temeraire byla spuštěna na vodu 11. září 1798 a po téměř padesáti letech služby mohla jen těžko bělostně zářit ve světle zapadajícího slunce.